# 가도노촌 (효고현)
가도노촌(葛野村)은 효고현 히카미군에 설치되었던 촌이다. 현재의 단바시에 해당한다.

## 역사
- 1889년 4월 1일 - 정촌제 시행에 의해 10촌의 구역을 가지고 성립하였다.
- 1955년 7월 23일 - 나리마쓰정,, 가도노촌, 사치요촌, 이쿠사토촌과 합병해 히카미정이 성립, 동일 가도노촌은 폐지되었다.

## 참고문헌
- 角川日本地名大辞典 28 兵庫県